# Pietro Sammartini
Pietro Sanmartini (Firenze, 1636 – Firenze, 1701) è stato un compositore italiano dell'epoca barocca.

## Biografia
Pietro  Sanmartini (o Sammartini) nasce a Firenze nel 1636 da una modesta famiglia da sempre devota alla casata dei Medici. 
Nel 1669 diventa musicista presso la corte medicea e nel 1686 diventa maestro di cappella del duomo di Firenze, carica che mantiene fino alla morte, avvenuta nel 1701.
In vita il Sanmartini pubblicò una serie di composizioni strumentali,  andate tutte perdute tranne le 10 Sonate o sinfonie à due violino, viola da gamba e viola col basso, op. II, pubblicate a Firenze nel 1688.